# Mummucipes paraguayensis
Mummucipes paraguayensis är en spindeldjursart som beskrevs av Roewer 1934. Mummucipes paraguayensis ingår i släktet Mummucipes och familjen Mummuciidae. Inga underarter finns listade i Catalogue of Life.